# Odoniellina
Los odoniellinos, o Odoniellina, son una subtribu de hemípteros heterópteros perteneciente a la familia Miridae.

## Géneros
- Boxia - Boxiopsis - Bryocoropsis - Chamopsis - Chamus - Distantiella - Lycidocoris - Mircarvalhoia - Odoniella - Pantilioforma - Parachamus - Platyngomiriodes - Platyngomiris - Pseudodoniella - Rhopaliceschatus - Sahlbergella - Villiersicoris - Volkeliopsis - Volkelius - Yangambia